# Прилепово
Прилепово — деревня в Починковском районе Смоленской области России. Входит в состав Княжинского сельского поселения. Население — 262 жителя (2007 год).
Расположена в центральной части области в 18 км к юго-западу от Починка, в 15 км западнее автодороги А141 Орёл — Витебск, на правом берегу реки Сож. В 19 км северо-восточнее деревни расположена железнодорожная станция Энгельгардтовская на линии Смоленск — Рославль.

## История
С 1929 по 2005 годы в Прилепово располагалось управление Прилеповского сельсовета. С 2006 года оно было упразднено и Прилепово вошло в Княжинское сельское поселение.
В годы Великой Отечественной войны деревня была оккупирована гитлеровскими войсками в июле 1941 года, освобождена в сентябре 1943 года.

## Учреждения
По состоянию на 2022 год в Прилепове есть средняя школа, медпункт, библиотека, клуб, почтовое отделение.